# Drosera whittakeri
Drosera whittakeri este o specie de plante carnivore din genul Drosera, familia Droseraceae, ordinul Caryophyllales, descrisă de Jules Émile Planchon.
Este endemică în:
- New South Wales.
- Victoria.

Conform Catalogue of Life specia Drosera whittakeri nu are subspecii cunoscute.

## Galerie de imagini

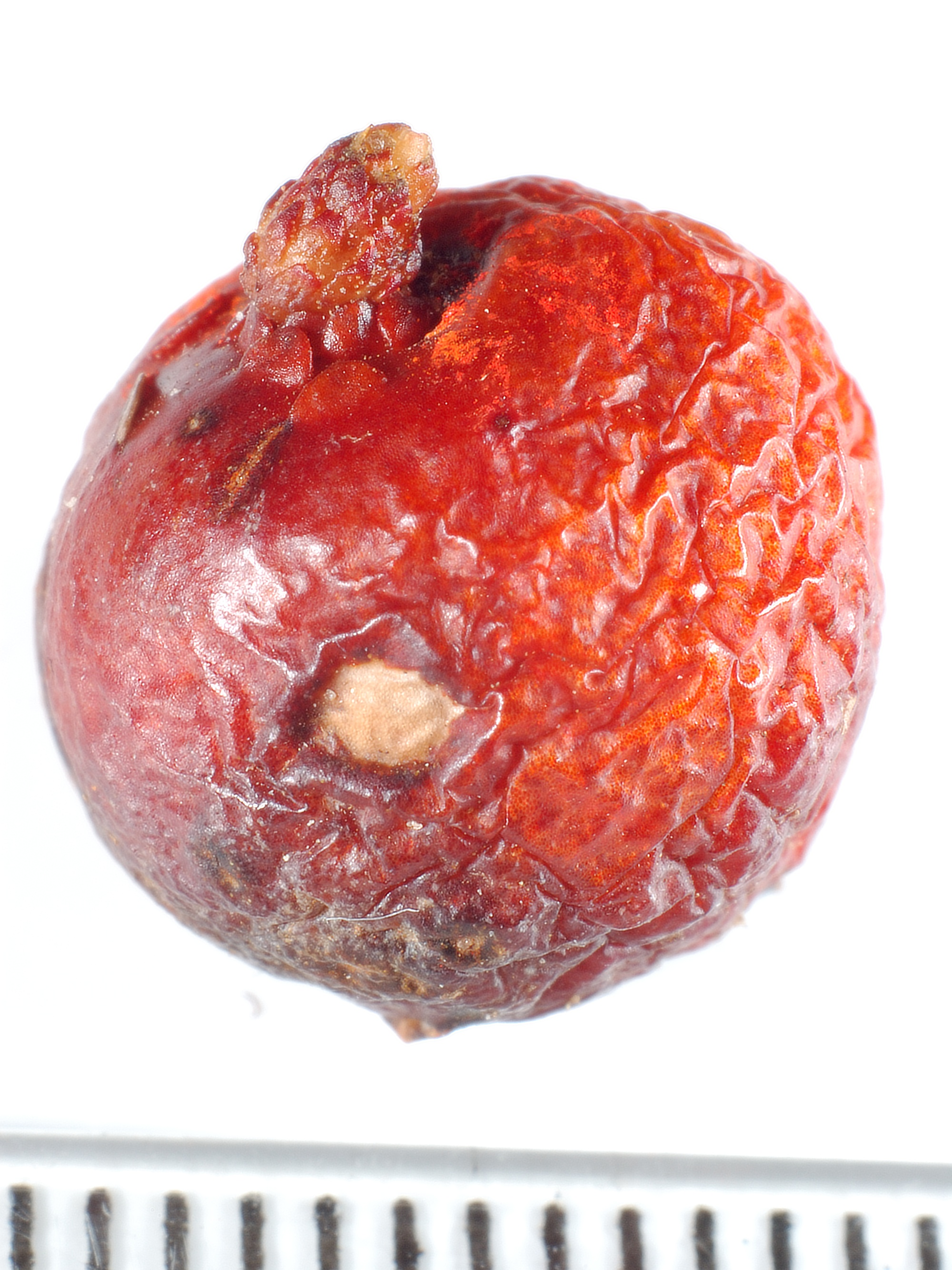
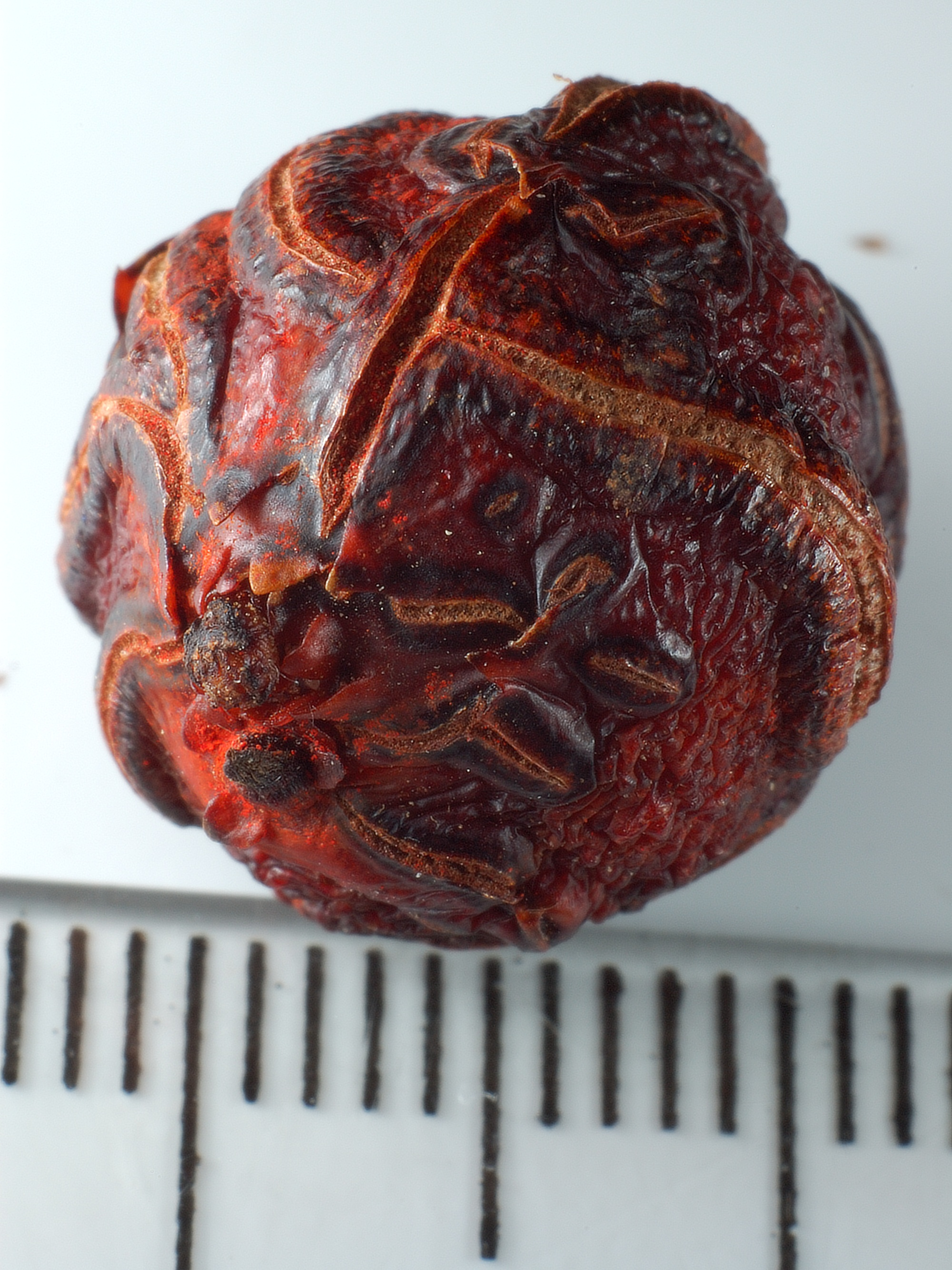